# ナーラーヤン・ラーオ
ナーラーヤン・ラーオ（マラーティー語：नारायणराव पेशवे, 英語：Narayan Rao, 1755年8月10日 - 1773年8月30日）は、インドのデカン地方、マラーター王国の世襲における第5代宰相（ペーシュワー、在位：1772年 - 1773年）。マラーター同盟の盟主でもある。

## 生涯
1770年以降、ナーラーヤン・ラーオは病状の悪化していた兄宰相マーダヴ・ラーオの補佐にあたっていた。彼は息子のいない兄の事実上の後継者だった。マーダヴ・ラーオ自身は、野心家の叔父ラグナート・ラーオのもとではナーラーヤン・ラーオはうまくやっていけないと悟っていたようである。
1772年11月28日、偉大な宰相であった兄マーダヴ・ラーオが結核で死亡し、ナーラーヤン・ラーオが新たな宰相として即位した。ラグナート・ラーオがその摂政となった。
だが、ナーラーヤン・ラーオとラグナート・ラーオはすぐにすれ違うようになっていった。
ナーラーヤン・ラーオ自身も未熟だったが、それでも野心を持つラグナート・ラーオに対して怒りの感情を持つようになっていった。
そして、1773年8月30日、ガネーシャの祭りの最終日、ナーラーヤン・ラーオはプネーのシャニワール・ワーダーの自室で暗殺された。遺体はその日の深夜にひそかに川で火葬されたという。

## その後
ラグナート・ラーオの犯行であることは明らかだったが、証拠がなかったため、10月10日に彼がナーラーヤン・ラーオの跡を継いで王国の宰相となった。
だが、大臣の一人ナーナー・ファドナヴィースは事件の徹底究明に努め、ラグナート・ラーオとその妃アーナンディー・バーイーおよび実行犯と思われたシュメール・シング・ガールディーの調査を行った。
そうしたなか、1774年4月18日にナーラーヤン・ラーオの未亡人ガンガー・バーイーが息子マーダヴ・ラーオ・ナーラーヤンを生んだため、ラグナート・ラーオは廃位され、この幼児が宰相位につけられた。
しかし、ラグナート・ラーオはこれを認めず、イギリスに援助を求めたためにマラーター同盟は長くつづく争い、第一次マラーター戦争に突入したのであった。